# Eduardo Niño
Eduardo Niño García (Bogotà, 8 giugno 1967) è un allenatore di calcio ed ex calciatore colombiano, di ruolo portiere. Attualmente è il preparatore dei portieri della nazionale di calcio colombiana.

## Carriera

### Club
Debutta nel 1985, con l'Independiente Santa Fe, dove gioca fino al 1989, anno nel quale passa all'América de Cali, dove rimane per una stagione. Nel 1992 si trasferisce in Brasile, al Botafogo. Nel 1993 torna in Colombia, all'América de Cali, con la maglia della quale disputa sei stagioni. Nel 2002 si è ritirato vestendo la maglia del Club Deportivo Los Millonarios di Bogotà.

### Nazionale
Con la nazionale di calcio della Colombia ha giocato 3 volte, disputando i mondiali di Italia 1990 da riserva di René Higuita.